# Палата Ливадија
Палата Ливадија (рус. Ливадийский дворец, укр. Лівадійський палац) био је летњиковац последњег руског цара Николаја II и његове породице у Ливадији, Крим. Кримска конференција је одржана тамо 1945. године, када су у палати били смештени Френклин Делано Рузвелт и други чланови америчке делегације - руска делегација била је смештена у палати Јусупов, а Британци у Воронтсовој палати неких пет миља далеко. Данас палата поседује музеј, али се понекад користи и за међународне самите.

## Историја
Некада је припадала Ламбросу Катсонису, а касније је била у поседу породице Потоцки, имовина Ливадије постала је летњиковац руске империјалне породице 1860-их година, када је архитекта Иполито Монихети изградио велику, малу палату и тамошњу цркву. Резиденцију је посећивао Александар II Николајевич, док је његов наследник Александар III Александрович живео (и умро) у мањој палати. То је можда била непријатна повезаност са последњом околношћу која је довела до тога да је његов син, Николај, сруши обе палате и замени их са већом структуром.
Око 1909. Николај Краснов, најславнији архитекта Јалте, одговоран за велике војводске резиденције у Кореизу, био је ангажован да припреми планове за нову империјалну палату. Царски дневник указује на то да се много разговарао о дизајну у Империјалној породици; одлучено је да све четири фасаде палате треба да изгледају другачије. После 17 месеци изградње, нова палата је отворена 11. септембра 1911. године. У новембру је Велика војвоткиња Олга Николајевна прославила је свој 16. рођендан у Ливадији.
После фебруарске револуције 1917. године, Николаова мајка, Марија Фјодоровна, побегла је у Ливадију са другим члановима царске породице. На крају их је спасио британски брод ХМС Молборо, који је послао нећак краљ Џорџ V.
Током Другог светског рата, церемонија обиљежавања успешног завршетка немачке кампање у Криму (1941-1942), са опсадом Севастопоља од стране немачке 11. армије под командом генерала Ериха фон Манштајна и његовог промовисања у Генерал-фелдмаршал одржан је 6. септембра 1942. у башти Палате Ливадија. Учесници су били официри, некомуни и војници који су награђени немачким витешким крстом и немачким крстом у злату.
Палата се некада користила као ментална институција, а сада је историјски музеј. Већина историјског намештаја је изгубљена, али све што је рестаурирано може се видети за малу накнаду. У августу 2007. године палата је призната као оријентир модерне историје од стране пројекта "Седам чуда Украјине". Украјинска поп певачица Софија Ротару, која је прославила свој 60. рођендан у палати у саставу председника Русије, Украјине и Молдавије - други такав догађај од Кримске конференције - финансирао је обнову палате Ливадија 2008. године.
У палати су одржане бројне академске конференције. Особље палате активно објављује своја истраживања. Посетиоци су посебно заинтересовани за догађаје из 1945. године.

## Архитектура
Палата Ливадиа је изграђена од белог кримског гранита у неоренесансном стилу. У згради се налази лучно степениште од мермера из Караре, пространо арапски и италијанско двориште, флорентински торањ, орнаментни Браманте прозори, "балкон-белведере" и вишеструке увале са јаспер вазама. Галерија повезује палату са нео-византијском црквом Крстовдан, коју је Монгети изградио 1866. године.
Палата поседује 116 соба, са ентеријерима дизајнираним у различитим стиловима. Постоје Помпејево предворје, енглеска билијар сала, необарокна трпезарија и студиј од дрвета јавора, која је изазвала посебно дивљење Ноколаја II.